# Kumbarahalli, Sidlaghatta
Kumbarahalli là một làng thuộc tehsil Sidlaghatta, huyện Chikkaballapur, bang Karnataka, Ấn Độ.